# Khairabad
Khairabad és un riu de Bangladesh al districte de Barisal, una branca del riu Barisal del que se separa a Ranihat, corrent a l'est de Bakarganj a uns 30 km; continua fins a arribar al riu Nahalia en un curs tortuós a vegades en direcció sud-est i altres sud-oest durant uns 25 km fins a Patuakhali; llavors agafa el nom de Gulachipa o Rabnabad i corre al sud uns 35 km fins a desguassar a la badia de Bengala just al nord de les illes Rabnabad. Una branca secundària d'aquest riu duu els noms (segons el lloc) de Patuakhali, Beghai i Buriswar, i desguassa també a la badia de Bengala (amb el nom de Buriswar).